# アフリカヘラサギ

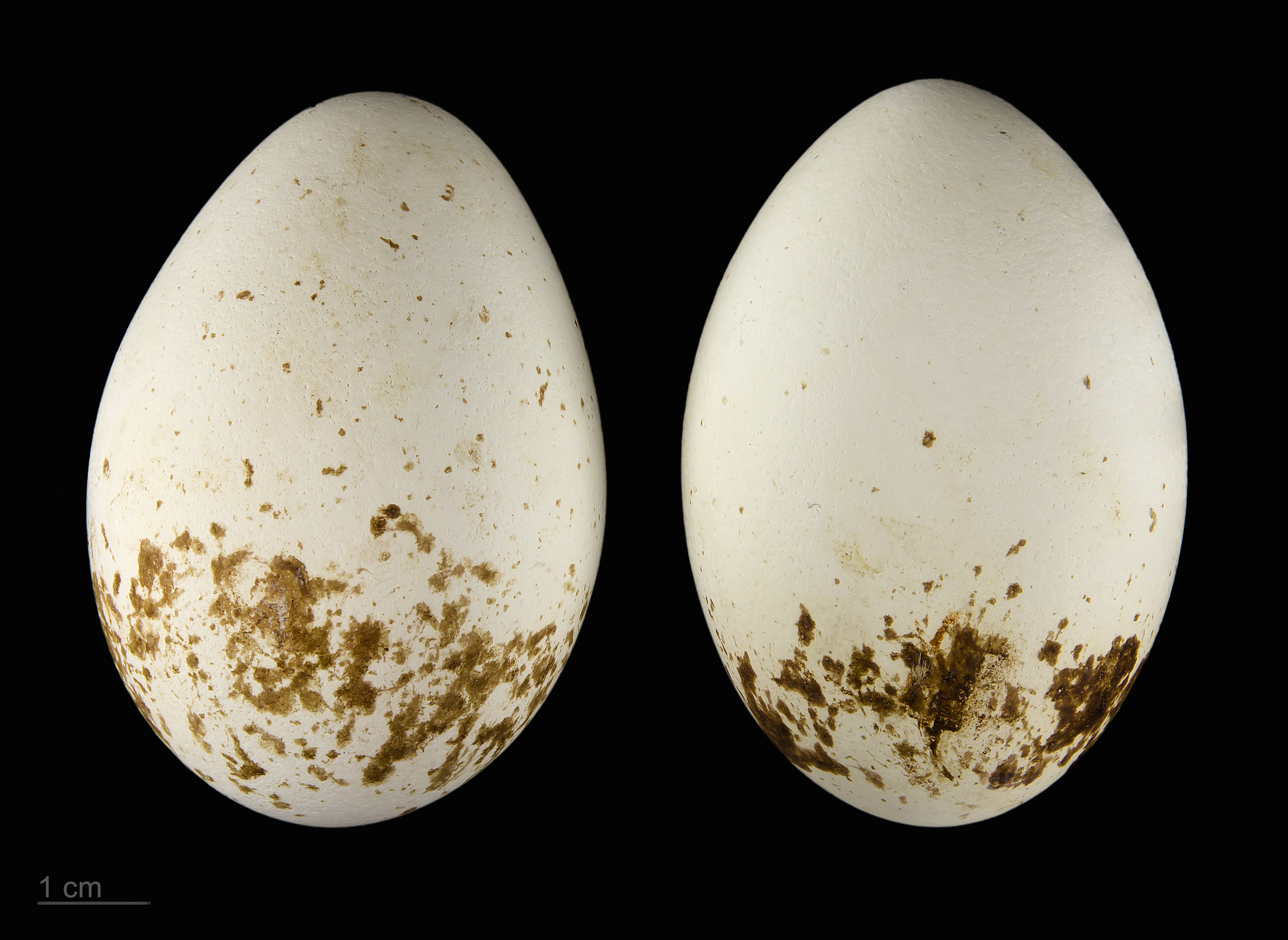
Platalea alba

アフリカヘラサギ（学名：Platalea alba）とは、ペリカン目トキ科に分類される鳥類の一種である。

## 分布
サハラ砂漠以南のアフリカ、マダガスカルに分布する。

## 形態
体長約86cm。顔は皮膚が裸出していて赤色である。全身は白色で、後頭部の冠羽や前胸の飾羽は短く、あまり目立たない。嘴は灰色がかった青色で、脚は暗い赤色である。
幼鳥は顔に短く白い羽毛が生えていて、嘴は黄色い。

## 生態
湖沼、河川、湿地、などの水辺に生息する。
食性は動物食で、魚類、甲殻類、昆虫類などを捕食する。
繁殖形態は卵生。樹上やアシ原にコロニーを形成する。雄が巣材を集め雌が営巣するが、岩の上に巣材なしでそのまま産卵することもある。 1腹2-4個の卵を産み、抱卵期間は25-29日である。抱卵は日中は雌が、夜間は雄が行う。育雛は雌雄共同で行う。雛は孵化後約35日で飛べるようになるが、その後10日程は親から餌を与えられて育つ。